# Erdmannhausen
Erdmannhausen ist eine Gemeinde im Landkreis Ludwigsburg in Baden-Württemberg. Sie gehört zur Region Stuttgart (bis 1992 Region Mittlerer Neckar) und zur europäischen Metropolregion Stuttgart.

## Geographie

### Geographische Lage
Erdmannhausen liegt zwischen Neckar und Murr, etwa zehn Kilometer östlich der Kreisstadt Ludwigsburg, im Naturraum Neckarbecken. Eine unbewohnte Exklave im Hardtwald bei Rielingshausen wird dem Naturraum Schwäbisch-Fränkische Waldberge zugerechnet.

### Nachbargemeinden
Nur etwa einen Kilometer entfernt liegt die Schillerstadt Marbach am Neckar. Weitere Nachbargemeinden sind Affalterbach, Kirchberg an der Murr und der heutige Marbacher Stadtteil Rielingshausen sowie Steinheim an der Murr.

### Gemeindegliederung
Zu Erdmannhausen gehören das Dorf Erdmannhausen und das Haus Bugmühle sowie die abgegangenen Ortschaften Eglolfshofen, Inneres und äußeres Höfle und Weikershausen.

### Flächenaufteilung
Nach Daten des Statistischen Landesamtes, Stand 2014.

## Geschichte

### Überblick
Erdmannhausen wurde im Jahre 816 erstmals urkundlich erwähnt, als Ludwig der Fromme den Ort dem Kloster Murrhardt schenkte. Seit dem 14. Jahrhundert erwarben die Grafen von Württemberg Teile des Ortes, bis ihnen 1425 der ganze Ort gehörte. Seit dieser Zeit wurde Erdmannhausen vom Amt Marbach verwaltet. Herzog Ulrich von Württemberg setzte 1534 in seinem Herzogtum Württemberg die Reformation durch, so dass Erdmannhausen evangelisch wurde.
Während des Dreißigjährigen Kriegs marschierten Truppen im Jahr 1626 in Erdmannhausen ein, wodurch 253 Einwohner starben. 1644 brannte das Pfarrhaus ab und 1655 standen nur noch 13 von 95 Gebäude, die 89 Einwohner, statt vormals 630, bewohnten.
Im Pfälzischen Erbfolgekrieg brannten im Ort 4 Scheunen und 8 Wohnhäuser nieder und die gesamte Bevölkerung litt unter Ausraubungen.
Bei der Verwaltungsneugliederung des jungen Königreichs Württemberg am Anfang des 19. Jahrhunderts blieb die Zugehörigkeit Erdmannhausens zum Oberamt Marbach erhalten.
Bei der Kreisreform während der NS-Zeit in Württemberg kam die Gemeinde 1938 zum neu gegründeten Landkreis Ludwigsburg. Während des Zweiten Weltkriegs wurde Erdmannhausen mehrmals bombardiert. Der erste Tieffliegerangriff, bei dem zwei Personen getötet wurden und mehrere Gebäude im Bereich des Biegel, erfolgte am 7. April 1945. Mitte April sprengten Pioniere der Waffen-SS die Schweißbrücke und amerikanische Soldaten zerstörten den Haltepunkt Erdmannhausen-Rielingshausen durch Artilleriebeschuss. Dabei kam ein Einwohner ums Leben. Am 21. April besetzte die US-Armee den Ort, nachdem die Wehrmacht abgezogen war. Somit wurde der Ort Teil der Amerikanischen Besatzungszone und gehörte zum neu gegründeten Land Württemberg-Baden, das 1952 im jetzigen Bundesland Baden-Württemberg aufging.
1963 begann man mit der Flurbereinigung des Ortes. Anfang 1974 stimmten etwa 90 % der Einwohner gegen den Zusammenschluss mit Marbach, wodurch sich der Ort seine Eigenständigkeit bewahren konnte.
2007 begann man mit der zweiten Ortskernsanierung. Im Jahr 2016 feierte Erdmannhausen sein 1200-jähriges Bestehen.

### Einwohnerentwicklung
Einwohnerzahlen nach dem jeweiligen Gebietsstand. Die Zahlen sind Volkszählungsergebnisse (¹) oder amtliche Fortschreibungen des Statistischen Landesamtes Baden-Württemberg (nur Hauptwohnsitze).
| Jahr                | Einwohner |
| ------------------- | --------- |
| 1. Dezember 1871¹   | 939       |
| 1. Dezember 1880¹   | 1.049     |
| 1. Dezember 1890¹   | 1.046     |
| 1. Dezember 1900¹   | 1.042     |
| 1. Dezember 1910¹   | 1.135     |
| 16. Juni 1925¹      | 1.261     |
| 16. Juni 1933¹      | 1.357     |
| 17. Mai 1939¹       | 1.426     |
| 13. September 1950¹ | 2.020     |
| 6. Juni 1961¹       | 2.803     |

| Jahr              | Einwohner |
| ----------------- | --------- |
| 27. Mai 1970¹     | 3.560     |
| 31. Dezember 1980 | 4.027     |
| 25. Mai 1987¹     | 4.155     |
| 31. Dezember 1990 | 4.612     |
| 31. Dezember 1995 | 4.735     |
| 31. Dezember 2000 | 4.814     |
| 31. Dezember 2005 | 4.842     |
| 31. Dezember 2010 | 4.716     |
| 31. Dezember 2015 | 4.871     |
| 31. Dezember 2020 | 5.307     |
| 31. Dezember 2023 | 5.321     |

## Religionen
Seit der Reformation ist Erdmannhausen evangelisch geprägt. Es gibt im Ort eine evangelische Kirchengemeinde.
Für die römisch-katholischen Gläubigen ist die Kirche in Marbach am Neckar zuständig.
Die Evangelisch-methodistische Kirche ist vor Ort als Teil des seit 1866 bestehenden Gesamtbezirks Marbach aktiv und unterhält ein Gemeindehaus.
Seit 1932 ist auch die Neuapostolische Kirche in Erdmannhausen vertreten.

## Politik

### Gemeinderat
Der Gemeinderat in Erdmannhausen besteht aus den 14 gewählten ehrenamtlichen Gemeinderäten und dem Bürgermeister als Vorsitzendem. Der Bürgermeister ist im Gemeinderat stimmberechtigt.
Die Kommunalwahl am 9. Juni 2024 führte zu folgendem Ergebnis.
| Parteien und Wählergemeinschaften | Parteien und Wählergemeinschaften           | % 2024  | Sitze 2024 | % 2019  | Sitze 2019 | Kommunalwahl 2024 %403020100 24,82 %36,93 %20,09 %n. k. %18,16 % CDUFWBLESPDGrüneGewinne und Verlusteim Vergleich zu 2019 %p 25 20 15 10 5 0 −5−10−15−20−2,69 %p+6,40 %p+20,09 %p−19,38 %p−4,42 %pCDUFWBLESPDGrüne |
| CDU                               | Christlich Demokratische Union Deutschlands | 24,82   | 3          | 27,51   | 4          | Kommunalwahl 2024 %403020100 24,82 %36,93 %20,09 %n. k. %18,16 % CDUFWBLESPDGrüneGewinne und Verlusteim Vergleich zu 2019 %p 25 20 15 10 5 0 −5−10−15−20−2,69 %p+6,40 %p+20,09 %p−19,38 %p−4,42 %pCDUFWBLESPDGrüne |
| FW                                | Freie Wählervereinigung Erdmannhausen       | 36,93   | 5          | 30,53   | 4          | Kommunalwahl 2024 %403020100 24,82 %36,93 %20,09 %n. k. %18,16 % CDUFWBLESPDGrüneGewinne und Verlusteim Vergleich zu 2019 %p 25 20 15 10 5 0 −5−10−15−20−2,69 %p+6,40 %p+20,09 %p−19,38 %p−4,42 %pCDUFWBLESPDGrüne |
| BLE                               | Bürgerliste Erdmannhausen                   | 20,09   | 3          | –       | –          | Kommunalwahl 2024 %403020100 24,82 %36,93 %20,09 %n. k. %18,16 % CDUFWBLESPDGrüneGewinne und Verlusteim Vergleich zu 2019 %p 25 20 15 10 5 0 −5−10−15−20−2,69 %p+6,40 %p+20,09 %p−19,38 %p−4,42 %pCDUFWBLESPDGrüne |
| SPD                               | Sozialdemokratische Partei Deutschlands     | –       | –          | 19,38   | 3          | Kommunalwahl 2024 %403020100 24,82 %36,93 %20,09 %n. k. %18,16 % CDUFWBLESPDGrüneGewinne und Verlusteim Vergleich zu 2019 %p 25 20 15 10 5 0 −5−10−15−20−2,69 %p+6,40 %p+20,09 %p−19,38 %p−4,42 %pCDUFWBLESPDGrüne |
| Grüne                             | \|Bündnis 90/Die Grünen                     | 18,16   | 3          | 22,58   | 3          | Kommunalwahl 2024 %403020100 24,82 %36,93 %20,09 %n. k. %18,16 % CDUFWBLESPDGrüneGewinne und Verlusteim Vergleich zu 2019 %p 25 20 15 10 5 0 −5−10−15−20−2,69 %p+6,40 %p+20,09 %p−19,38 %p−4,42 %pCDUFWBLESPDGrüne |
| Gesamt                            | Gesamt                                      | 100     | 14         | 100     | 14         | Kommunalwahl 2024 %403020100 24,82 %36,93 %20,09 %n. k. %18,16 % CDUFWBLESPDGrüneGewinne und Verlusteim Vergleich zu 2019 %p 25 20 15 10 5 0 −5−10−15−20−2,69 %p+6,40 %p+20,09 %p−19,38 %p−4,42 %pCDUFWBLESPDGrüne |
| Wahlbeteiligung                   | Wahlbeteiligung                             | 70,75 % | 70,75 %    | 68,27 % | 68,27 %    | Kommunalwahl 2024 %403020100 24,82 %36,93 %20,09 %n. k. %18,16 % CDUFWBLESPDGrüneGewinne und Verlusteim Vergleich zu 2019 %p 25 20 15 10 5 0 −5−10−15−20−2,69 %p+6,40 %p+20,09 %p−19,38 %p−4,42 %pCDUFWBLESPDGrüne |

### Bürgermeister
Birgit Hannemann konnte sich bei der Bürgermeisterwahl am 11. März 2012 gegen Amtsinhaber Lutz Schwaigert durchsetzen. Seit dem 1. Juni 2012 war sie im Amt. Bei der turnusgemäßen Wahl im Frühjahr 2020 trat sie nicht mehr an. Ihr Nachfolger im Amt ist seit 1. Juni 2020 Marcus Kohler (SPD). Er wurde am 5. April 2020 für die Amtszeit von acht Jahren mit 51,62 Prozent der gültigen Stimmen gewählt. Seine drei parteilosen Mitbewerber erhielten 47,90 %, 0,18 % und 0,09 % der gültigen Stimmen.

### Wappen und Flagge
Das Gemeindewappen zeigt unter goldenem Schildhaupt, darin eine schwarze Hirschstange, in Blau einen nach links gekehrten, aus dem Unterrand emporkommenden goldenen Abtsstab. Die Gemeindeflagge ist blau-gelb. Wappen und Flagge wurden der Gemeinde am 18. Oktober 1954 verliehen.
Der Abtsstab steht für das Kloster Murrhardt, dem das Dorf lange unterstand. Die Hirschstange symbolisiert die spätere Zugehörigkeit zu Württemberg.

## Kultur und Sehenswürdigkeiten

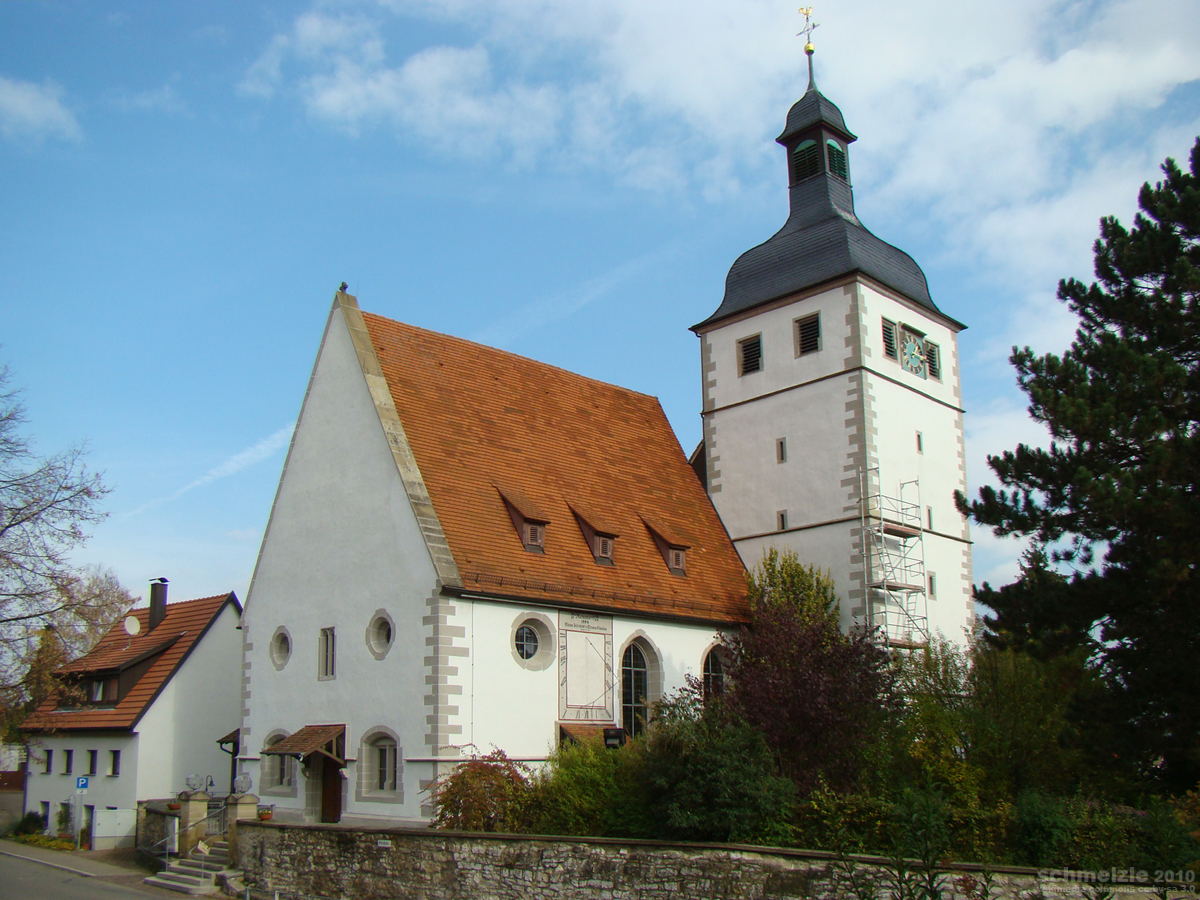
Januariuskirche in Erdmannhausen

Die Januariuskirche ist mittelalterlichen Ursprungs und das Wahrzeichen des Ortes. Seit 2016 gibt es in Erdmannhausen ein Brezelmuseum.

## Wirtschaft und Infrastruktur

### Wirtschaft
Erdmannhausen ist ein Weinbauort, dessen Lagen zur Großlage Schalkstein im Bereich des Württembergischen Unterlandes im Weinbaugebiet Württemberg gehören.
Früher war die Wirtschaft Erdmannhausens größtenteils durch den Steinbruch und die Landwirtschaft geprägt. Seitdem der Steinbruch nicht mehr besteht, hat sich Erdmannhausen zu einem Standort für Unternehmen verschiedenster Branchen entwickelt.
Ansässige Unternehmen:
- Huober Brezel GmbH & Co. – das seit 1950 ansässige Unternehmen ist Württembergs erste Brezelfabrik und Erdmannhausens größter Arbeitgeber
- Jäger-Metallbau GmbH
- Probst Greiftechnik- und Verlegesysteme GmbH
- neuform – Türenwerk Hans-Glock GmbH & Co. KG
- ErdmannHAUSER Getreideprodukte GmbH
- Reiner IT-Systems GmbH – IT-Service und Rechenzentrumsbetreiber

### Verkehr
Erdmannhausen ist mit einem Haltepunkt an der Bahnstrecke Backnang–Ludwigsburg an das überregionale Schienennetz angebunden. Am 8. Dezember 2012 wurde S-Bahn-Linie S4 Stuttgart – Marbach nach Backnang verlängert. Seither ist die Gemeinde auch an das Stuttgarter S-Bahn-Netz angebunden. Zuvor pendelten auf der Strecke Regionalbahn-Züge zwischen Marbach und Backnang.

### UL-Landeplatz
Erdmannhausen besitzt einen privaten Landeplatz für Ultraleichtflugzeuge. Allerdings startet und landet dort nur ein einziger Einwohner des Ortes. Der Platz liegt südlich von Erdmannhausen und nördlich des Lembergs an einem Aussiedlerhof und besteht aus der 300 Meter langen Graspiste 08/26.

### Öffentliche Einrichtungen
Es gibt ein Alten- und Pflegeheim der kreiseigenen Kleeblatt Pflegeheime.

### Bildung
In Erdmannhausen gibt es vier Kindergärten und die Grundschule Astrid-Lindgren-Schule. Alle weiterführenden Schulen befinden sich in der Nachbargemeinde Marbach am Neckar.

### Ver- und Entsorgung
Das Strom- und Gasnetz in der Gemeinde wird von der Syna GmbH betrieben, einem Tochterunternehmen der Süwag Energie AG. Das Trinkwasser wird von der Landeswasserversorgung bezogen.
Der Zweckverband Gruppenklärwerk Häldenmühle ist zuständig für die Abwasserreinigung in Erdmannhausen, sowie für Marbach, Steinheim, Murr, Großbottwar und Benningen.
Die Abfallentsorgung wird von der Abfallverwertungsgesellschaft des Landkreises Ludwigsburg mbH (AVL) übernommen, einer 100%igen Tochtergesellschaft des Landkreises Ludwigsburg. Die AVL ist beauftragt, die Aufgaben zur Vermeidung, Verwertung und Beseitigung von Abfällen im Auftrag des Landkreises Ludwigsburg zu erfüllen.

## Persönlichkeiten
- Johann Jakob Schmid (1671–1743), evangelischer Pfarrer